# طه عبد المجيد
طه عبد المجيد (من مواليد 8 يونيو 1987)، هو لاعب مصري رياضي بارالمبي متخصص في رفع أثقال من مصر. في دورة الألعاب البارالمبية الصيفية 2012 فاز بالميدالية البرونزية في سباق 48 متر للرجال.فعالية رفع الأثقال كجم، رفع 165 كـغ (364 رطل).
فاز طه بالميدالية البرونزية في سباق 54كغم للرجال. حدث في بطولة العالم لرفع الأثقال البارالمبية 2021 التي أقيمت في تبليسي، جورجيا.

## روابط خارجية
- طه عبد المجيد على موقع Paralympic.org (الإنجليزية)